# Bornia aartseni
Bornia aartseni is een tweekleppigensoort uit de familie van de Kelliidae. De wetenschappelijke naam van de soort is voor het eerst geldig gepubliceerd in 2012 door Gofas.